# تساراتانانا (بوریزینی)
تساراتانانا (به لاتین: Tsaratanana) یک منطقهٔ مسکونی در ماداگاسکار است که در بوریزینی-واوائو واقع شده‌است. تساراتانانا ۹٬۰۰۰ نفر جمعیت دارد و ۳۸ متر بالاتر از سطح دریا واقع شده‌است.